# Ramil Usubov
Ramil Usubov (en azéri : Ramil İdris oğlu Usubov ; né le 22 décembre 1948 à Khodjaly en Azerbaïdjan) est un homme politique et policier azerbaïdjanais, secrétaire du Conseil de sécurité sous le président de l'Azerbaïdjan.

## Éducation
En 1973, Ramil Usubov est diplômé de l'école secondaire spéciale de police de Bakou et, en 1980, de l'Académie du ministère de l'Intérieur de l'URSS.

## Parcours professionnel
R.Usubov travaille comme inspecteur du département des enquêtes criminelles du département des affaires intérieures de Khankendi. Puis, en 1975, il devient le chef du département des enquêtes criminelles du département des affaires intérieures du district de Chucha, et de 1980 à 1984, il  travaille comme chef adjoint du département des affaires intérieures de la région autonome du Haut-Karabakh.
De 1984 à 1987, Usubov travaille à la tête du département des affaires intérieures d'Ali-Bayramly. Entre 1989 et 1993, Ramil Usubov  travaille comme chef du département des enquêtes criminelles, chef du département du personnel du ministère de l'Intérieur de l'Azerbaïdjan.

## Postes importants
Il est ministre de l'intérieur de la République autonome de Nakhitchevan (1987-1989, 1993-1994) et le 7e ministre de l'intérieur de l'Azerbaïdjan (1994-2019).
Par décret du président de l'Azerbaïdjan, Usubov reçoit le grade de général de division, puis le grade de lieutenant général en 1995, et le grade de colonel général en 2002.
Par ordre du président de la République d'Azerbaïdjan du 20 juin 2019, Ramil Usubov est nommé secrétaire du Conseil de sécurité auprès du président de l'Azerbaïdjan.